# Лингман, Лукас
Лукас Лингман (фин. Lucas Lingman; род. 25 января 1998, Эспоо, Южная Финляндия) — финский футболист, полузащитник шведского «Хельсингборга», выступающий на правах аренды за клуб ХИК и национальной сборной Финляндии.

## Клубная карьера
Начал заниматься футболом в клубе «Хонка» из своего родного города, откуда затем возрасте перешёл в академию ХИК, где дорос до основной команды. В 2014 году начал выступать за  фарм-клуб команды — «Клуби 04». В его составе в первом сезоне провёл 18 игр и забил один мяч в Юккёнене, второй по силе лиге Финляндии. 24 августа впервые попал в заявку на официальный матч ХИК в Вейккауслиге против СИК, но на поле в той игре не появился. Дебютировал в чемпионате Финляндии 30 августа 2015 года во встрече с «Ильвесом», выйдя на поле в стартовом составе. В 2016 году вместе с клубом завоевал серебряные медали чемпионата и дошёл до финала кубка страны, а на следующий год стал чемпионом Финляндии и обладателем кубка.
3 января 2018 года перешёл в РоПС, подписав с клубом контракт на один год, с возможностью продления ещё на два. Первую игру за новый клуб провёл 27 января в рамках Кубка Финляндии против «Мусан Салама». Лингман вышел в стартовом составе и на 4-й минуте забил гол, который в результате оказался победным. 8 апреля в матче первого тура с «Мариехамном» дебютировал за клуб в Вейккауслиге, забив на 53-й минуте мяч, который также оказался победным. По итогам сезона клуб занял вторую строчку в турнирной таблице и завоевал серебряные медали.
В октябре 2019 года стало известно, что Лингман возвращается в ХИК. Сумма сделки по данным некоторых СМИ составила 100 тысяч евро. За два сезона, проведённых в команде он дважды становился чемпионом страны и дважды доходил до финала кубка, в одном из которых стал победителем.
18 января 2022 года финн перешёл в шведский «Хельсингборг», заключив с клубом четырёхлетнее соглашение соглашение. 2 апреля в матче первого тура с «Хаммарбю» дебютировал в чемпионате.

## Карьера в сборной
Выступал за юношеские и молодёжные сборные Финляндии. В марте 2022 был впервые вызван в национальную сборную на товарищеские матчи с Исландией и Словакией. 29 марта в игре со словаками дебютировал в составе сборной, выйдя в стартовом составе и на 67-й минуте уступив место Теэму Пукки.

## Достижения
ХИК:
- Чемпион Финляндии (3): 2017, 2020, 2021
- Серебряный призёр чемпионата Финляндии: 2016
- Обладатель Кубка Финляндии (2): 2016/17, 2020
- Финалист Кубка Финляндии (2): 2016, 2021
- Обладатель Кубка лиги: 2015

РоПС:
- Серебряный призёр чемпионата Финляндии: 2018

## Клубная статистика
| Выступление      | Выступление      | Выступление      | Лига | Лига | Кубки | Кубки | Конт. кубки | Конт. кубки | Итого | Итого |
| Клуб             | Лига             | Сезон            | Игры | Голы | Игры  | Голы  | Игры        | Голы        | Игры  | Голы  |
| ---------------- | ---------------- | ---------------- | ---- | ---- | ----- | ----- | ----------- | ----------- | ----- | ----- |
| ХИК              | Вейккауслига     | 2014             | 0    | 0    | 0     | 0     | 0           | 0           | 0     | 0     |
| ХИК              | Вейккауслига     | 2015             | 4    | 0    | 5     | 0     | 1           | 0           | 10    | 0     |
| ХИК              | Вейккауслига     | 2016             | 6    | 0    | 5     | 0     | 0           | 0           | 11    | 0     |
| ХИК              | Вейккауслига     | 2017             | 11   | 1    | 1     | 0     | 1           | 0           | 13    | 1     |
| ХИК              | Итого            | Итого            | 21   | 1    | 11    | 0     | 2           | 0           | 34    | 1     |
| → Клуби 04       | Юккёнен          | 2014             | 18   | 1    | 0     | 0     | 0           | 0           | 18    | 1     |
| → Клуби 04       | Юккёнен          | 2015             | 18   | 3    | 0     | 0     | 0           | 0           | 18    | 3     |
| → Клуби 04       | Юккёнен          | 2016             | 8    | 1    | 0     | 0     | 0           | 0           | 8     | 1     |
| → Клуби 04       | Юккёнен          | 2017             | 3    | 0    | 0     | 0     | 0           | 0           | 3     | 0     |
| → Клуби 04       | Итого            | Итого            | 47   | 5    | 0     | 0     | 0           | 0           | 47    | 5     |
| РоПС             | Вейккауслига     | 2018             | 32   | 5    | 5     | 1     | 0           | 0           | 37    | 6     |
| РоПС             | Вейккауслига     | 2019             | 26   | 3    | 7     | 0     | 2           | 0           | 35    | 3     |
| РоПС             | Итого            | Итого            | 58   | 8    | 12    | 1     | 2           | 0           | 72    | 9     |
| ХИК              | Вейккауслига     | 2020             | 20   | 2    | 9     | 0     | 0           | 0           | 29    | 2     |
| ХИК              | Вейккауслига     | 2021             | 21   | 2    | 6     | 0     | 11          | 0           | 38    | 2     |
| ХИК              | Итого            | Итого            | 41   | 4    | 15    | 0     | 11          | 0           | 67    | 4     |
| Хельсингборг     | Алльсвенскан     | 2022             | 11   | 0    | 0     | 0     | 0           | 0           | 11    | 0     |
| Хельсингборг     | Итого            | Итого            | 11   | 0    | 0     | 0     | 0           | 0           | 11    | 0     |
| Всего за карьеру | Всего за карьеру | Всего за карьеру | 178  | 18   | 38    | 1     | 15          | 0           | 231   | 19    |

## Статистика в сборной
| Матчи и голы Лукаса Лингмана за национальную сборную Финляндии | Матчи и голы Лукаса Лингмана за национальную сборную Финляндии | Матчи и голы Лукаса Лингмана за национальную сборную Финляндии | Матчи и голы Лукаса Лингмана за национальную сборную Финляндии | Матчи и голы Лукаса Лингмана за национальную сборную Финляндии | Матчи и голы Лукаса Лингмана за национальную сборную Финляндии |
| №                                                              | Дата                                                           | Оппонент                                                       | Счёт                                                           | Голы                                                           | Соревнование                                                   |
| -------------------------------------------------------------- | -------------------------------------------------------------- | -------------------------------------------------------------- | -------------------------------------------------------------- | -------------------------------------------------------------- | -------------------------------------------------------------- |
| 1                                                              | 29 марта 2022                                                  | Словакия                                                       | 0:2                                                            | 0                                                              | Товарищеский матч                                              |
| 2                                                              | 7 июня 2022                                                    | Черногория                                                     | 2:0                                                            | 0                                                              | Лига наций УЕФА 2022/2023                                      |
| 3                                                              | 14 июня 2022                                                   | Босния и Герцеговина                                           | 2:3                                                            | 0                                                              | Лига наций УЕФА 2022/2023                                      |

Итого:3 матча и 0 гол; 1 победа, 0 ничьих, 2 поражения.